# Pleurosignum elongatum
Pleurosignum elongatum is een pissebed uit de familie Paramunnidae. De wetenschappelijke naam van de soort is voor het eerst geldig gepubliceerd in 1914 door Ernst Vanhöffen.
Vanhöffen verzamelde deze kleine soort (0,5 tot 1,5 mm lang) nabij Antarctica tijdens de expeditie van het Duitse onderzoeksschip Gauss naar het Zuidpoolgebied, onder de leiding van Erich von Drygalski in 1901-1903.
Vanhöffen plaatste deze soort samen met een tweede, Pleurosignum magnum in een nieuw geslacht, Pleurosignum, dat zich situeert tussen Pleurogonium en Austrosignum. Pleurogonium is een porte-manteauwoord van die twee namen. Met het eerstgenoemde geslacht heeft het de lichaamsvorm en de lange zijstekels aan de rompsegmenten gemeen, met het laatstgenoemde de oogjes op steeltjes.